# قلعه خندان
تپه قلعه خندان مربوط به دوره ساسانیان و دوران‌های تاریخی پس از اسلام است و در گرگان، میدان مازندران، جبهه جنوبی خیابان عدالت واقع شده و این اثر در تاریخ ۲۰ بهمن ۱۳۶۴ با شمارهٔ ثبت ۱۷۰۱ به‌عنوان یکی از آثار ملی ایران به ثبت رسیده‌است
وجود یک معبر مخفی زیرزمینی حدفاصل محوطه باستانی قلعه خندان تا شهر استرآباد و امکان ذخیره آذوقه و مواد غذایی در آن معبر، یکی از ویژگی‌های شگفت‌انگیز این اثر تاریخی پر راز و رمز محسوب می‌شود که درگذشته مورداستفاده بسیاری از ساکنان شهر استرآباد بوده‌است.
همچنین طبق اسناد تاریخی موجود و بررسی‌های انجام‌شده، این تپه و قلعه آن در دوران باستان، منطقه‌ای تدافعی بوده که ۱۲ برجک دیده‌بانی در اطراف آن قرار داشته‌است.
تپه قلعه خندان در جنوب غربی شهر گرگان قرار دارد و برای نخستین بار ژاک دمرگان در سال ۱۸۹۶ میلادی از این تپه بازدید و نقشه و تصاویری چند از تهیه نمود. در سال ۱۳۸۸ گروه باستان‌شناسی، میراث فرهنگی استان گلستان در آن گمانه‌های به منظور لایه نگاری و مشخص کردن سازه‌های معماری آن انجام داد. آثار بدست آمده شامل خشت‌های ۸×۳۸×۳۸ سانتی‌متری متعلق به اواخر دوره ساسانی و آثاری از قرون اولیه اسلام تا دوره صفویه بود.
این قلعه تا دوره صفویه در درون برج و باروی استرآباد قرار داشته و بعد از تخریب آن در دوره افشاریه، برج و باروی جدیدی در دوره قاجاریه کشیده شد که قلعه خندان در بیرون از شهر قرار داشته‌است.
طبق دانشنامه ایرانیکا، زادراکارتا همان قلعه خندان است.